# Provincia di Loayza
La provincia di Loayza è una delle 20 province del dipartimento di La Paz nella Bolivia occidentale. Il capoluogo è la città di Luribay.
Al censimento del 2001 possedeva una popolazione di 43.731 abitanti.

## Geografia antropica

### Suddivisioni amministrative
La provincia è suddivisa in 5 comuni:
- Cairoma
- Luribay
- Malla
- Sapahaqui
- Yaco